# Chin-Long Yang
Chin-Long Yang (chinois traditionnel : 楊金龍 ; chinois simplifié : 杨金龙 ; pinyin : Yáng Jīnlóng ; Wade : Yang Chin-Long) est un économiste et haut fonctionnaire de la République de Chine. Il est devenu le président de la Banque centrale de la République de Chine depuis 26 février 2018. Avant de devenir le président, Yang était le vice-président, le chef du département des opérations bancaires, le chef de l'office des délégués à Londres, un chercheur du département des recherches économiques, etc..